# Pulo Gadung (Dżakarta Wschodnia)
Pulo Gadung – dzielnica Dżakarty Wschodniej. 

## Podział
W skład dzielnicy wchodzi siedem gmin (kelurahan):
- Jatinegara Kaum – kod pocztowy 13240
- Pisangan Timur – kod pocztowy 13230
- Cipinang – kod pocztowy 13250
- Pulo Gadung – kod pocztowy 13360
- Kayu Putih – kod pocztowy 13210
- Rawamangun – kod pocztowy 13220
- Jati – kod pocztowy 13220